# レーレ
レーレ（1997年2月25日 - ）は、日本の女性アイドル。女性アイドルグループ・Seven Colors、BELLRING少女ハート、THERE THERE THERES、MIGMA SHELTERの元メンバー。愛称は「れーれ」。AqbiRec所属。鹿児島県出身。

## 経歴
2014年2月22日、鹿児島のローカルアイドルグループ・Seven Colorsに加入（「川本 玲菜」（かわもと れいな）名義）。2015年3月14日、高校卒業・上京に伴いグループ卒業。
2015年3月24日、BELLRING少女ハートに加入。加入時点では名前が決まっておらず、「仮ちゃん」（かりちゃん）と呼ばれていた。加入から7か月が過ぎた2015年10月25日、ようやく名前が「仮眠 玲菜」（かみん れいな）に決定。
2016年4月7日（6日深夜）、柳沢あやのとともにパーソナリティを務める「ボクらのウエンズデイ」（Fm yokohama）放送開始。
2016年12月31日、BELLRING少女ハート活動休止。それに伴い、「ボクらのウエンズデイ」も12月29日（28日深夜）で最終回を迎えたが、2017年1月5日（4日深夜）より同局で単独パーソナリティを務める「まよなかレコード」が放送開始。
2017年2月18日、BELLRING少女ハート改めThere There Theresのワンマンライブ「GOOD MORNING WORLD」（赤坂BLITZ）より「有坂 玲菜」（ありさか れいな）に改名。なお、「まよなかレコード」では改名後も「仮眠玲菜」名義で継続。
2018年9月2日の「UDO ARTISTS 50th Anniversary 夏の魔物2018 in TOKYO」をもって一時活動休止。同年10月6日「アイドル甲子園 × DDD~Discovery iDol Depot~ 」（新木場STUDIO COAST）より復帰。
2019年2月28日、THERE THERE THERES解散。3月4日、4月下旬よりMIGMA SHELTERに加入することを発表。
2019年4月19日、MIGMA SHELTERに「レーレ」として加入。初レイヴ「祝！有坂玲菜MIGMA SHELTER加入記念・単独RAVE「in da Rainbow」」（渋谷WOMB）を開催。
体調の不良により2022年8月15日から無期限活動休止（8月27・28日の@JAM EXPO 2022には参加）。同年11月3日復帰。
2023年1月8日、同年3月4日をもってMIGMA SHELTERを卒業することを発表したが、直後にヘルニアが発覚したため卒業は延期された。
2023年4月29日、「LAST FANTASY【鹿児島編】」（鹿児島SR Hall）をもってMIGMA SHELTERを卒業。

## 出演

### ラジオ
- ボクらのウエンズデイ（fm yokohama、2016年4月7日 - 2016年12月29日）
- まよなかレコード（fm yokohama、2017年1月5日 - 2020年10月1日）
  - 第1回はインフルエンザのため田中紘治が、一時活動休止中は朝倉みずほがそれぞれ代役を務めた。

### 映画
- ギュウ農シネマ『IDOL NEVER DiES』 - 池田ベータ（ブラッドチェリー メンバー） 役

### イベント
- まおさんタイマン#2（2019年5月7日、ROCK CAFE LOFT）※まお（せのしすたぁ）とのトークイベント
- ぐるぐるアフターパー↑ティー↑〜あーやん盟友大集合SP〜（2019年12月12日、大塚Hearts Next）
- 寒い冬には暖まろ♡癒されーれ空間（2019年12月16日、高円寺パンディット）
- ギュウ農シネマトークイベント「地球の裏側」（2022年6月16日、阿佐ヶ谷ロフトA）